# Mercedes Pérez
Mercedes Isabel Pérez Tigreros (Santa Marta, Magdalena, Colombia, 7 de agosto de 1987) es una halterófila colombiana.

## Carrera

### Juegos olímpicos y Panamericanos
Pérez compitió en los Juegos Olímpicos de 2008 en Pekín compitiendo en la categoría de 63 kg. Originalmente finalizó en la novena posición, pero la medallista de plata Irina Nekrassova fue descalificada por dopaje, por lo que Mercedes finalmente ocupó la octava posición.
En 2016 terminó en la cuarta posición en los Juegos Olímpicos de Río, en la misma categoría. En los Juegos Panamericanos de Lima 2019 ganó una presea dorada en la categoría de 64 kg.
En las olimpiadas de Tokio 2020 termina en la cuarta posición, luego de que en su segundo intento en el envión fallase los 131 kg solicitados a los jueces.